# Rollenspiel (Spiel)
Als Rollenspiel (englisch role-playing game, kurz RPG) bezeichnet man in der Spielwissenschaft eine Spielform, bei der die Spieler die Rollen realer Menschen, fiktiver Figuren, Tiere oder auch Gegenstände übernehmen. Dies können die eigenen Eltern, Lehrer oder Freunde, aber auch Wunschfiguren aus dem Abenteuerbereich, Tiere wie Hunde oder Katzen oder Maschinen wie Motorräder oder Flugzeuge sein. Die Spielwissenschaftler Siegbert A. Warwitz und Anita Rudolf beschreiben den Spielgedanken dieser beliebten Spielgattung als „spielend ein anderer sein“.

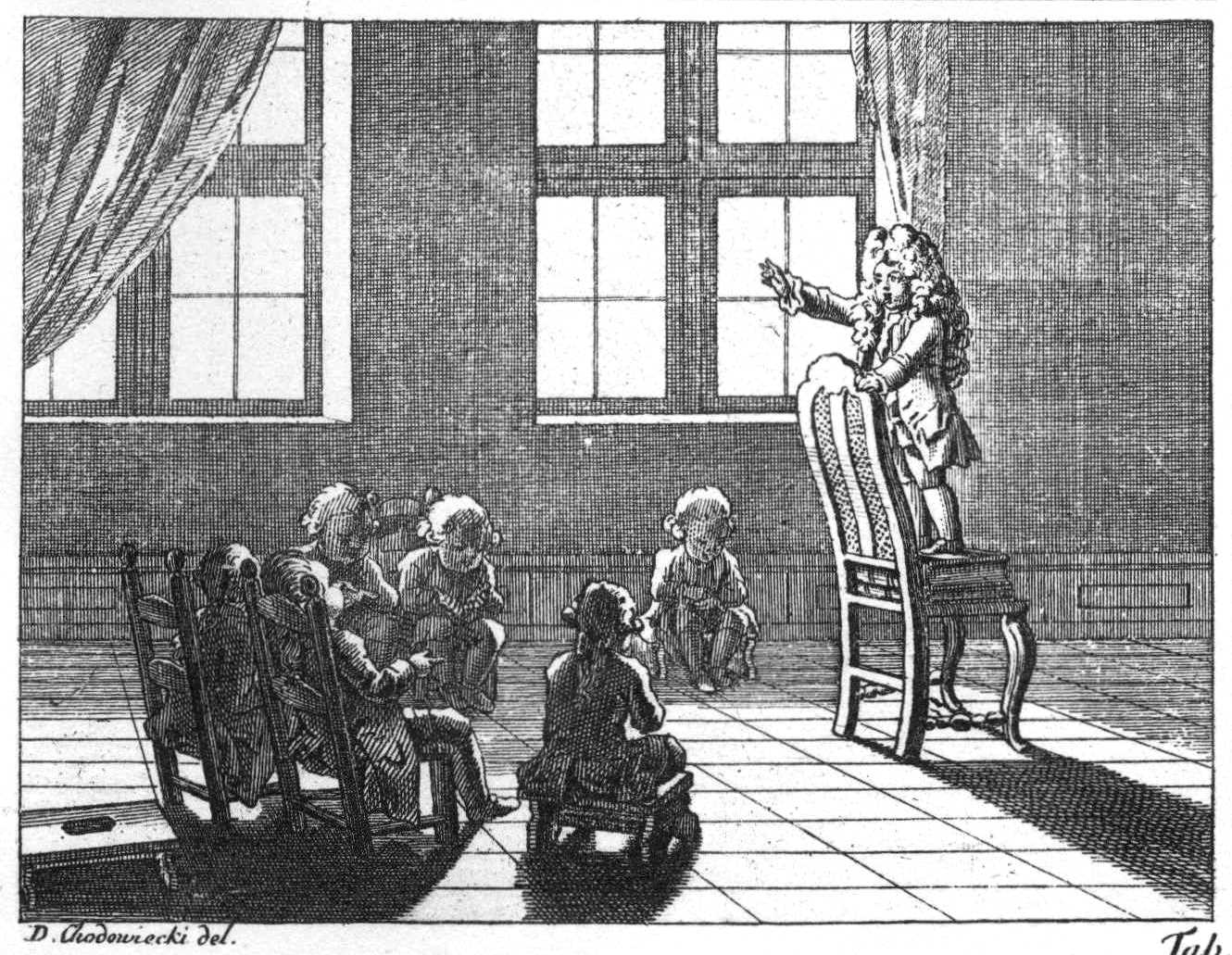
Rollenspiel Lehrer und Schüler, Kupfertafel von Daniel Chodowiecki 1774

## Rollenspielarten
Es gibt unterschiedlichste Rollenspiele. Grundsätzlich kann man zwischen reglementierten und spontanen Rollenspielen unterscheiden, wobei sich für die hier genannten typischen Merkmale oft Ausnahmen finden lassen.

### Frei assoziierte und spontane Rollenspiele

Kinder beim freien Rollenspiel; Ölgemälde Die Hülsenbeckschen Kinder von Philipp Otto Runge, um 1810

Frei assoziierte und spontane Rollenspiele werden von den Spielteilnehmern während des Spiels mit ihrer Fantasie gestaltet. Das Spiel unterliegt offenen Vereinbarungen bzw. Szenarien. Ferner kann Spielzeug verwendet werden. Beispiele sind Mutter-Vater-Kind, Räuber und Gendarm oder Cowboy und Indianer, die von Kindern spontan und in ständig wechselnden Szenarien gespielt werden. Als Spielzeug dienen etwa Kaufläden mit Inventar und Puppen. Spielzeugwelten bieten z. B. Playmobil oder Lego.

### Reglementierte Rollenspiele
Reglementierte Rollenspiele sind Spiele, in denen die Spieler festen Spielregeln, Spielplänen oder Drehbüchern folgen und sich bestimmter Spielmittel bedienen. Dazu gehören im weitesten Sinne alle Spieltypen, die wiederholt nach festen Regeln gespielt werden. In diese Kategorie gehören unter anderem einfache Rollenspiele wie das Kinderspiel Mord im Dunkeln wie auch komplexere Rollenspiele wie Die Werwölfe von Düsterwald oder Secret Hitler.
Bei vielen Rollenspielen gibt es ein umfassendes Talent- oder Fertigkeitensystem: Die Charaktere der Spieler besitzen dann Werte wie Stärke, Geschicklichkeit, Charisma oder Intelligenz und auf den Werten basierende Talente wie Reiten, Überreden oder Schwimmen. Durch das Bestehen von Abenteuern (Quests) erhalten die Spieler dann Erfahrungspunkte, die für Verbesserungen dieser Charakterwerte eingesetzt werden.
Jedes mögliche Genre kann als Hintergrund für ein Rollenspiel (→ Spielwelt) genutzt werden. Weit verbreitet sind Fantasy-Rollenspiele, die in Fantasiewelten stattfinden. Außer diesen Spielen, die sich des Fantasy-Genres bedienen, enthalten auch die weitaus meisten anderen reglementierten Rollenspiele Elemente der Phantastik: Fiktive Welten, in denen die Naturgesetze verletzt werden, oder die zumindest den Anschein des Übernatürlichen enthalten, sind auch Bestandteil der Science Fiction (z. B. Cyberpunk oder Space Opera), des Western, Horror und Steampunk. Wie in der Literatur werden häufig Genres gemischt, d. h., es werden Anteile eines Genres in einem Spiel verwendet, das überwiegend einem anderen Genre angehört. Wenn zwei oder mehr Genres annähernd gleichberechtigt miteinander vermischt werden, spricht man auch von Crossover (z. B. Space Gothic). Daneben gibt es Multiversen, in denen Genres nebeneinander dargestellt werden, sich aber nur wenig vermischen und ihre Eigenständigkeit behalten (z. B. TORG). Ebenfalls in diese Sparte fallen Solo-Spiele, bei denen der Spieler eine Rolle einnimmt und ein Abenteuer bestehen muss. Die Hintergrundgeschichte und die Regeln für Spiele dieser Art werden häufig in Form von Spielbüchern festgelegt, etwa in der Spielbuchreihe Einsamer Wolf oder modernerer Umsetzungen wie Metal Heroes – and the Fate of Rock.
Außer nach Genres werden reglementierte Rollenspiele nach der Spielweise, den verwendeten Hilfsmitteln und den Darstellungsformen unterschieden:

#### Pen-&-Paper-Rollenspiel

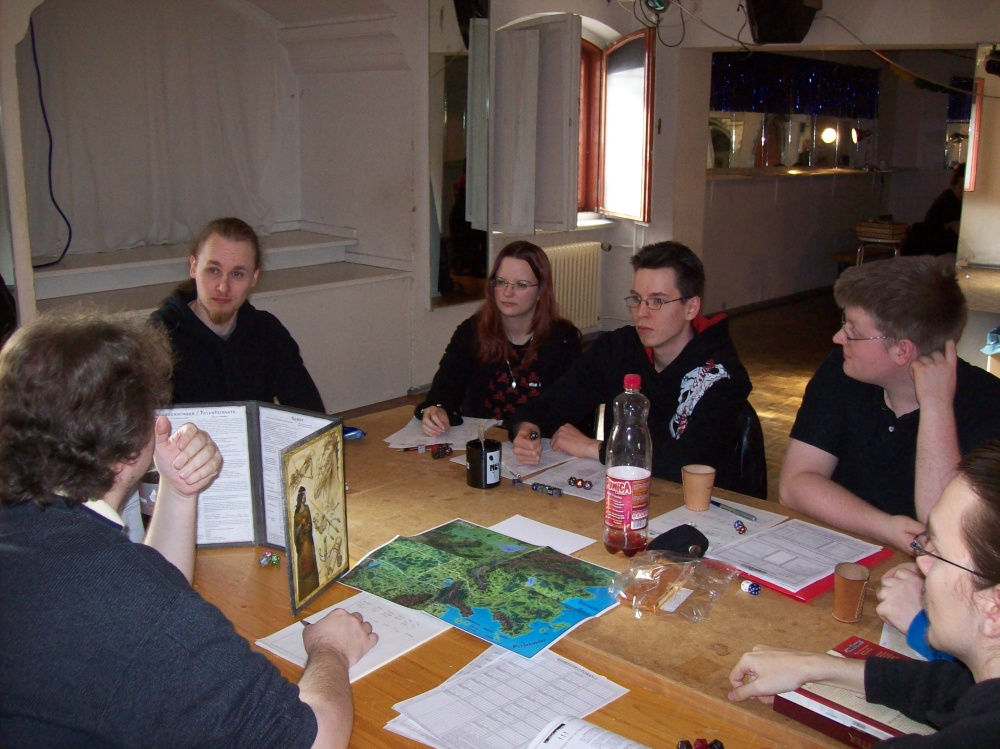
Pen-&-Paper-Rollenspieler, Berlin 2009

Pen-&-Paper-Rollenspiele verwenden meistens ein umfangreiches Regelwerk, das mit einfacher Mathematik und Würfeln arbeitet. Meistens übernimmt ein Spieler die Rolle des Spielleiters; er beschreibt die Umgebung, die Reaktion der Umwelt auf Aktionen der Spieler und schlüpft in die Rolle von Gegnern oder Freunden der Gruppe. Er überlegt sich im Vorfeld Abenteuer – oder entnimmt selbige aus kommerziell produzierten „Heftabenteuern“ (auch teilweise bezeichnet als „Module“), die die Spielergruppe bestehen muss. Außerdem sorgt er dafür, dass die Spielregeln eingehalten werden. Entscheidungen, z. B. der Ausgang eines Kampfes, werden durch Verrechnen verschiedener Eigenschaften der Kontrahenten, wie Stärke oder Rüstungswert und des Würfelergebnisses als Zufallselement herbeigeführt. Das in Deutschland verbreitetste Rollenspielsystem ist Das Schwarze Auge, das international bekannteste ist Dungeons & Dragons und das älteste Spielsystem in Deutschland ist Midgard. Diese haben Fantasywelten als Hintergrund, die speziell für das Spiel entwickelt wurden. Es existieren zudem universelle Systeme, die nicht auf ein besonderes Genre beschränkt sind, sondern eine abstrahierte, allgemeine Regelgrundlage bieten, etwa für eigene Spielweltentwicklungen oder besondere Anforderungen wie Reisen durch verschiedene Dimensionen (z. B. GURPS oder D20).
Spielbücher können als eine Art Ein-Personen-Rollenspiel bezeichnet werden. Dabei ist der Text in viele Abschnitte unterteilt. Am Ende eines Abschnittes trifft der Spieler bzw. Leser Entscheidungen, die ihn jeweils an andere Folgeabschnitte verweisen und so verschiedene Handlungsstränge ermöglichen.

#### Live-Rollenspiel

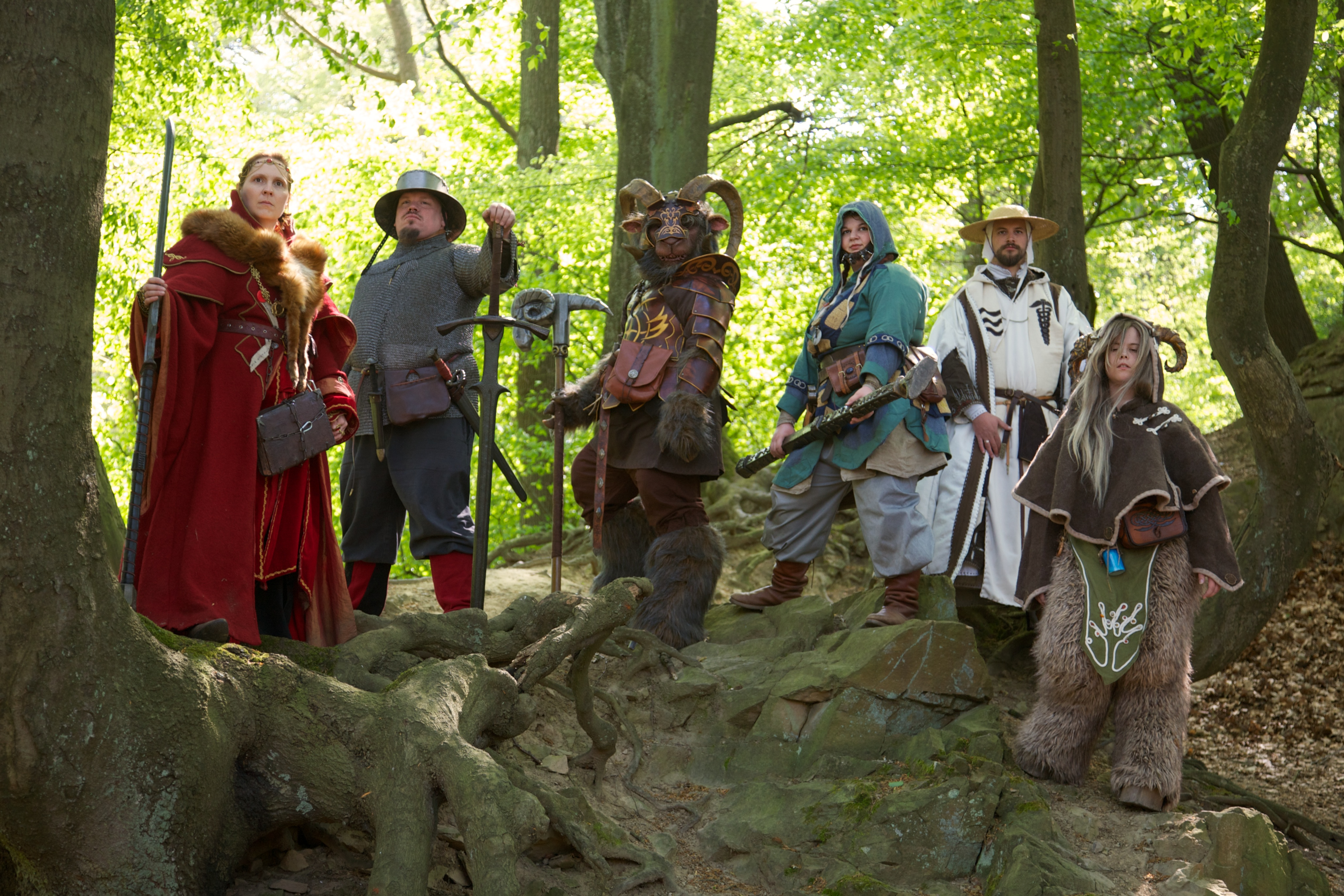
LARP-Gruppe: Fantasy-Live-Rollenspiel 2014

Live Action Role Playing (LARP) oder Live-Rollenspiel bezeichnet ein Spiel, bei dem die Spieler ihre Spielfigur physisch darstellen. Es ist eine Mischung aus Pen-&-Paper-Rollenspiel und Improvisationstheater. Soweit möglich, finden Live-Rollenspiel-Veranstaltungen an Spielorten statt, deren Ambiente der Spielhandlung entspricht, und die Charaktere werden mit entsprechenden Gewandungen kostümiert.
Die meisten Veranstaltungen dieser Art gehören zum Fantasy-Genre und werden überwiegend nichtgewerblich von Privatleuten oder Vereinen organisiert. Die übliche Veranstaltungsgröße liegt zwischen 50 und 200 Teilnehmern. Vor einer Veranstaltung wird durch die Spielleitung ein Regelsystem festgelegt, nach dem sich die Spieler richten. Bewaffnete Konflikte werden durch möglichst realistisch aussehende, aber ungefährliche Polsterwaffen simuliert (z. B. Schwerter, Dolche, Äxte oder Pfeil und Bogen). Die Rahmenhandlung wird durch Requisiten und vorbereitete Helfer (Nicht-Spieler-Charaktere) präsentiert. Die Spielercharaktere sollen mit den Helfern interagieren und z. B. durch Rätsel, Spionage, Kämpfe oder Mutproben die Spielhandlung zum Abschluss bringen. Häufig gibt es kein definiertes Spielziel, der Spaß am Darstellen der Figuren ist dann das eigentliche Ziel.
Als Unterform des Live-Rollenspiels gelten Krimispiele, die sich ähnlicher Elemente bedienen.

#### Computer-Rollenspiel
Computer-Rollenspiele werden auch als Computer Role Playing Game (CRPG) bezeichnet. Als Basis können die Regelwerke der Pen-&-Paper-Rollenspiele dienen, die aber entsprechend an Möglichkeiten und Beschränkungen des Computers als Medium angepasst werden. Andere Spiele, vor allem Japanische Rollenspiele, verwenden eigene Regelsysteme.
Die Nutzung des Internets bringt neue Ansätze, um Pen-&-Paper-Prinzipien auf den Computer zu übertragen: Beliebte Varianten sind Rollenspiele über Voicechat, Chatrollenspiele, Forenrollenspiele und Rollenspiele via E-Mail (PbeM). Weitere Spielarten des Computer-Rollenspiels sind Multi User Dungeons (MUD) und Massively Multiplayer Online Role-Playing Game (MMORPG). Hier spielen dutzende bis tausende von Nutzern auf einem Server in einer virtuellen Welt mit (zum Teil selbstregulierenden) Märkten und Rohstoffen. Virtuelle Nationen im Internet basieren zum Teil auf Rollenspielen. Eine weitere Unterart dieser Online-Rollenspiele sind browserbasierte Online-Rollenspiele.
In den Anfängen der Computer-Rollenspiele wurde ein CRPG als ein Spiel definiert, bei dem man einen Charakter (oder mehrere) steuerte und Fähigkeiten durch die Steigerung von Spielwerten vergrößerte, außerdem möglichst unbegrenzte Handlungsfreiheit hatte. Ein Spiel, das den Schwerpunkt auf feste Handlungsstränge legt, gilt nach dieser klassischen Definition als Adventure. Viele der aktuellen Rollenspieltitel distanzieren sich jedoch mit ihren ausgedehnten, festen Storylines von diesen Grundlagen und würden nach klassischer Definition eher als Adventures mit Rollenspielelementen oder Rollenspiel-Adventure-Hybriden bezeichnet werden. Die Entwicklung bei CRPGs geht in den vergangenen Jahren zunehmend weg vom klassischen „Werte verteilen und die Welt erkunden“, hin zu immer simpleren Charakter-Entwicklungs-Systemen, bei denen man wenig falsch machen kann, mit ausgedehnten Rollenspiel-Möglichkeiten (insbesondere in Bezug auf das optische Erscheinungsbild der Charaktere), Identifikation mit Fraktionen und Gruppierungen, umfangreichen Handwerks- und Wirtschaftssystemen sowie vorbestimmten, dramaturgisch ausgearbeiteten Handlungsbögen. Lediglich die sogenannten Open World RPGs bieten weiterhin die Möglichkeit immer größer werdende Welten zu erkunden. Sie verzichten dabei oft zwangsläufig auf eine detailliert ausgearbeitete Handlung zugunsten großer Mengen an Quests, die meist in beliebiger Reihenfolge abgeschlossen werden können.

#### Schreib-Rollenspiel
Das Schreibrollenspiel ist eine weitere Art des Rollenspiels. Hierbei übernimmt der Spieler die Rolle eines Protagonisten, den er entweder selbst erschaffen hat, oder der von der Spielleitung vorgegeben wurde. Anders als bei den Computer-Forenrollenspielen schreibt man die Abenteuer, welche die Figur erlebt, als ausformulierten Text. Hierbei gibt es verschiedene Regeln und Handhabungen. Die einfachste Variante ist ein Chat-Rollenspiel, in welchem man – aus Sicht seiner Figur – eine Geschichte mit anderen Figuren spielt, indem man ihre Handlungen, Gedanken und Worte schreibt. Die nächste Stufe wäre dann das Foren-Rollenspiel, oder E-Mail-Schreibrollenspiel. Hier werden häufig deutlich längere Texte verfasst als beim Chat-Schreibrollenspiel. In der Regel steuert man nur seine eigene Figur und interagiert mit den Figuren anderer Spieler. Das sogenannte Fremdsteuern, also Handlungen oder Gespräche der anderen Figuren in einem eigenen Beitrag beschreiben oder erwähnen, ist von vielen Spielern unerwünscht, so dass man oftmals dieselbe Szene aus mehreren Perspektiven kennenlernt. Eine der bekanntesten deutschen Plattformen für Schreib-Rollenspiele ist Legend of the Green Dragon.

## Formen

### Rituelles Spielen
Das rituelle Spiel wird vor allem in Ländern praktiziert, die noch in einer starken religiösen Tradition verankert sind. Es handelt sich meist um Maskenspiele wie in Bhutan, Indonesien oder auf Sri Lanka. Dabei verwandeln sich die Spielenden in Dämonen, Götter und gute Geister und damit in der Überlieferung festgelegte Rollen. Auch in Marionettenspielen wie in Japan oder China sind solche Rollenspiele üblich. Häufig stehen die Akteure dabei unter Drogen, um sich intensiv in das Übersinnliche der Rolle hineinsteigern zu können. Christiane Binder hat mit eigener Anschauung in einer wissenschaftlichen Arbeit die magischen Aspekte bei Festen in Papua-Neuguinea herausgearbeitet.
Aber auch im europäischen Raum spielen Kinder gern Gespenster und versetzen sich verkleidet in die Rollen von Kobolden, Hexen, Feen, Zauberern und Dämonen.

### Kriegsspiele
Kriegsspiele werden von Nichtfachleuten aufgrund des Schrecken, Leid und Elend assoziierenden Wortes Krieg häufig missverstanden und in Verkennung der Symbolebene des Spiels mit dem realen blutigen Krieg gleichgesetzt. Dies wird dem Phänomen Spiel und dem Charakter dieser sehr vielfältigen Spielformen nicht gerecht.
Das Krieg spielende Kind versetzt sich in die Rolle eines Indianers, galaktischen Ritters oder Revolverhelden und benutzt dazu Requisiten wie Pfeil und Bogen, einen Ast als Lanze bzw. eine Wasserpistole oder die abstrahierende Bewegung eines Fingerabzugs mit der entsprechenden Lautgebung (vgl. auch Soldatenspiele). Auch beim Computerspiel wird nicht real verletzt, getötet und gestorben. Darüber sind sich bereits die spielenden Kinder voll im Klaren. Bei Grenzüberschreitungen meist Jugendlicher im Umgang mit gefährlichen Waffen wird die Symbolebene und damit das Spiel verlassen. Aus Spiel wird Ernst, aus dem Spielenden dann bisweilen ein realer Mörder. Er fällt aus seiner Rolle als Spielender. Die Gefahr, dass aus einem spielenden Kind ein Militarist wird, ist jedoch statistisch irrelevant und die Gefahr der Grenzüberschreitung eher durch die jeweiligen familiären Verhältnisse, die (versagende) Erziehung und das Lebensumfeld des Einzelnen bestimmt.

### Didaktisches Spielen
Beim didaktischen Spielen wird das Rollenspiel unter einer bestimmten pädagogischen Zielvorstellung instrumentalisiert. Das Rollenspiel verbindet sich mit der Kategorie der Lernspiele.
Didaktisches Spielen als methodische Maßnahme findet nahezu ausschließlich im Rahmen von Unterricht und Erziehung statt. Dies bedeutet, dass es von Lehrern, Erziehern, Spielleitern, außerhalb des eigentlichen Spiels stehenden Personen, inszeniert wird, die ein pädagogisches Interesse an der Nutzung des Spiels haben. Sie sollten eine entsprechende fachliche Ausbildung vorweisen können, um didaktische und methodische Fehler zu vermeiden und erfolgreich sein zu können.

## Rollenspielerszene
Pauschalisierend kann man Rollenspieler als eigenständige Szene auffassen. Dies bedeutet, dass unter Personen, die diese Art Rollenspiele spielen, häufig gemeinsame Interessen, Überzeugungen, Vorlieben oder Geschmäcker anzutreffen sind. Insbesondere interessieren sich Spieler eines bestimmten Rollenspiels häufig auch für andere Rollenspiele desselben Genres, für Rollenspiele anderer Genres und für andere Spielweisen von Rollenspielen.
Kritiker werfen Rollenspielern Realitätsflucht vor, indem sie durch die Spiele in eine andere, bessere Welt fliehen würden. In den Medien (z. B. in den TV-Serien The Big Bang Theory, Buffy – Im Bann der Dämonen und Akte X) werden Rollenspieler häufig als Sonderlinge dargestellt. Manche dieser Klischees stammen aus der Anfangszeit des Rollenspiels, in der diese Spiele nur einem kleinen Personenkreis bekannt waren und viel Unwissenheit über diese Form des Freizeitvergnügens herrschte. Inzwischen hat diese Unterhaltungsform, insbesondere in ihrer Form als Computer-Rollenspiel, eine breite gesellschaftliche Akzeptanz erreicht. Einzelne Autoren, wie etwa Sabine Haase, sprechen, im Gegenteil, mittlerweile gar von einer „Fantasypädagogik“.